# Fantasiebilder
Fantasiebilder, op. 64, är en vals av Johann Strauss den yngre.  

## Bakgrund
Den 31 oktober 1848 krossades revolutionen i Wien av polska och kroatiska regementen i den kejserliga österrikiska armén under ledning av furste Alfred I zu Windisch-Graetz som intog staden efter en tre dagar lång beskjutning. Revolutionens ledare tillfångatogs och avrättades. När Wiens karneval började vid nyåret 1849 befann sig stadens invånare fortfarande i chock efter revolten och de saknade entusiasm för karnevalsupptåg. I Wien rådde krigslagar (som skulle bestå från till hösten 1853) och de få baler som tilläts äga rum under den korta karnevalen måste börja på eftermiddagen.  

## Historia
Wiens kompositörer hade det svårt att få inspiration till dansanta musikstycken. Johann Strauss den yngre försökte skingra dysterheten genom att sammanställa en serie av "Fantasibilder" i vilka hans åhörare kunde fly bort från den dystra och krassa verkligheten. "Fantasibilderna" blev till en vals som Strauss framförde på dansstället Dommayers Casino i stadsdelen Hietzing. Den första spelningen kan ha ägt den 10 februari 1849 då ställets ägare Ferdinand Dommayer samma kväll hade gett Strauss tillfälle att ge en välgörenhetskonsert. Men verket kan lika gärna ha spelats fyra dagar tidigare den 6 februari på en bal. I en annons införd i tidningen Der Humorist den 30 januari 1849 stod det att "Strauss d.y. inte kommer göra oss besvikna med sina nya valser". Strauss förläggare Pietro Mechetti utgav klaverutdraget till valsen den 21 augusti 1849. Två dagar senare skrev Det Humorist: "Ehuru musikförläggarna numera undrar hur de ska bli av med sina alster har Herr Pietro Mechettis flitiga musikaffär givit ut ett flertal nya stycken. Bland dessa ingår två verk av Johann Strauss den yngre. En heter 'Nikolai-Quadrille' och den andra 'Phantasie-Bilder' [sic!].".
Valsen gjorde ingen större succé. Trots annonsering om tryckta orkesternoter från Mechetti verkar de aldrig ha publicerats. Dagens version bygger på ett arrangemang utifrån klaverutdraget.

## Om valsen
Speltiden är ca 12 minuter och 24 sekunder plus minus några sekunder beroende på dirigentens musikaliska tolkning.

## Weblänkar
- Dynastin Strauss 1849 med kommentarer om Fantasiebilder.
- Fantasiebilder i Naxos-utgåvan.